# Aberavon RFC
Der Aberavon Rugby Football Club ist ein Rugby-Union-Verein, der in der Welsh Premier Division spielt. Die Heimspiele werden im Talbot Athletic Ground ausgetragen.

## Geschichte
Der Aberavon RFC wurde unter dem Namen Afan RFC 1876 in Aberavon gegründet. Im Jahr 1888 trat man dem nationalen Verband Welsh Rugby Union bei und konnte von da an regelmäßig gegen andere Clubs aus der Region antreten. In den nächsten Jahrzehnten musste man häufiger den Platz wechseln, da in der Stadt weitere Stahlfabriken gebaut wurden. Seit dem Jahr 1921 spielte Aberavon nun im Talbot Athletic Ground. Zum selben Zeitpunkt entstand aufgrund eines Zeitungsartikels der Spitzname Wizards. Mit den Vereinsfarben rot und schwarz lief man erstmals 1952 auf. Bis heute gingen 48 Nationalspieler aus den Reihen Aberavons hervor.
Ab der Saison 2009/10 wird der Verein am British and Irish Cup, einem Wettbewerb für zweitklassige Vereine, teilnehmen.

## Erfolge
- walisischer Pokalsieger: 1924, 1925, 1926, 1927, 1961

## Bekannte ehemalige Spieler
- John Bevan
- Alfred Brice
- Aled Brew
- Kel Coslett
- Richard Hibbard
- Ned Jenkins
- Allan Martin
- Tony O’Connor
- Justin Tipuric
- Walter Vickery
- Rhys Webb
- Clive Williams